# CBF Málaga Costa del Sol
Dernière mise à jour : 17 février 2024.
Le Club Balonmano Femenino Málaga Costa del Sol  est un club féminin de handball basé à Malaga en Espagne. Fondé en 1994, il évolue au plus haut niveau national depuis 2014.

## Palmarès
compétitions internationales
- Coupe européenne (C4)
  - vainqueur (1) en 2021
  - finaliste (1) en 2022

compétitions nationales
- Championnat d'Espagne
  - champion (1) en 2023
  - vice-champion en 2022
- Coupe de la Reine
  - vainqueur (2) en 2020, 2022
- Supercoupe d'Espagne
  - vainqueur (1) en 2020-21.
  - finaliste (1) en 2022-23.
- Supercoupe ibérique (es)
  - finaliste (1) en 2023-24.

## Joueuses historiques
- Nuria Benzal
- Paula García Ávila
- Elke Karsten
- Noelia Oncina
- Mercedes Castellanos
- Silvia Arderíus

## Galerie de photographies

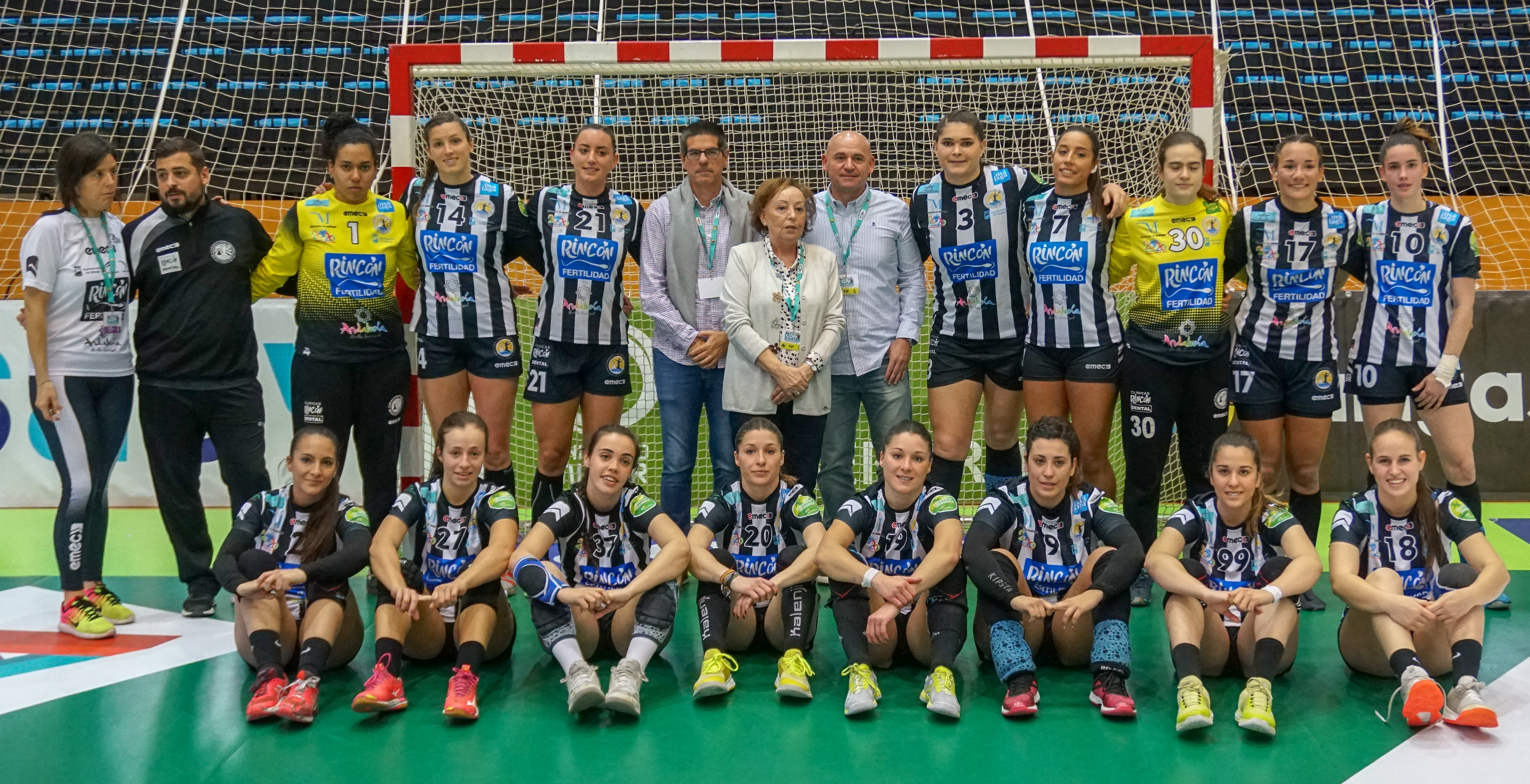
L'équipe lors de la Coupe de la Reine en 2019.
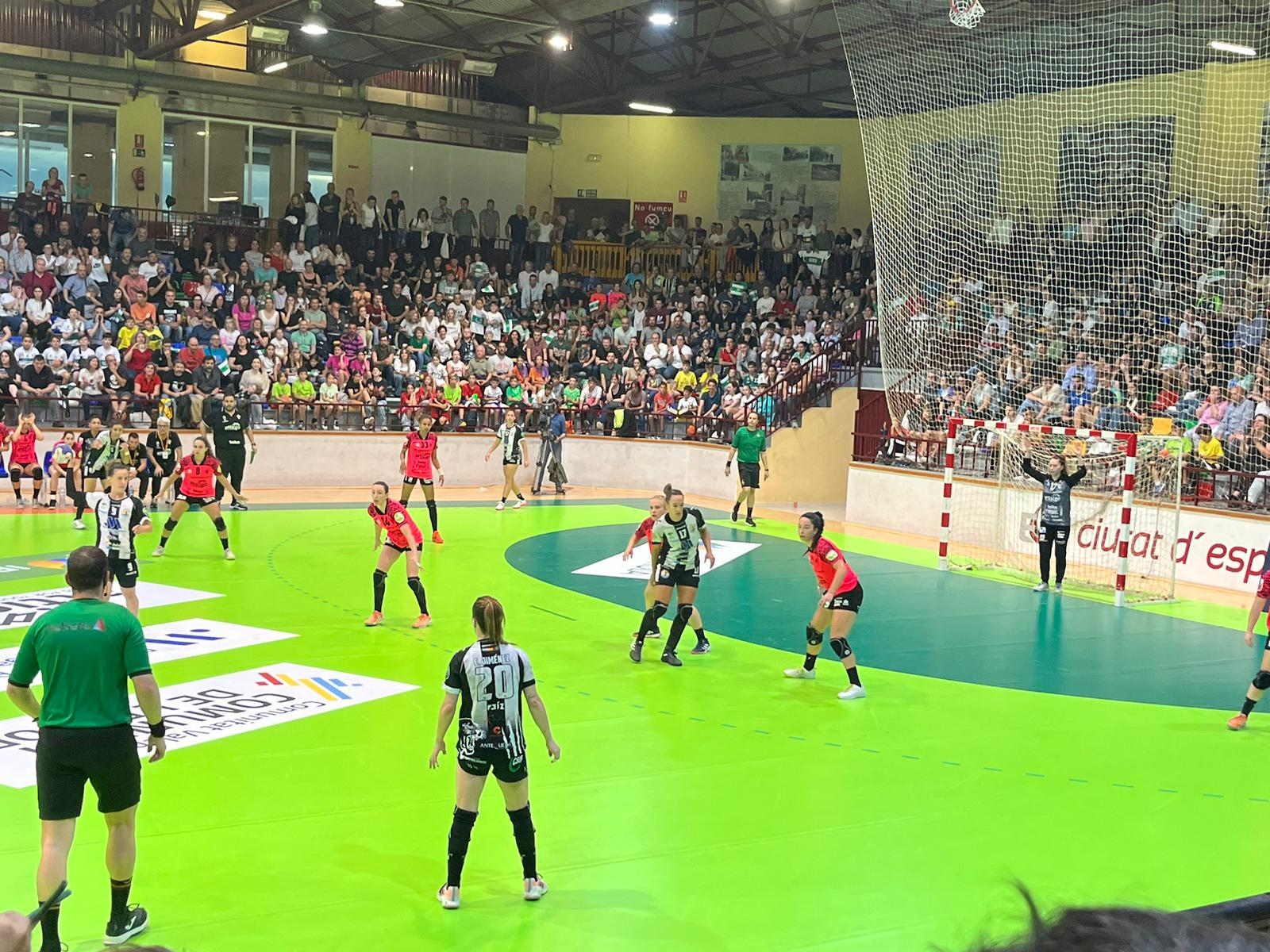
En finale du Championnat d'Espagne 2023 face au CB Elche (en rouge).
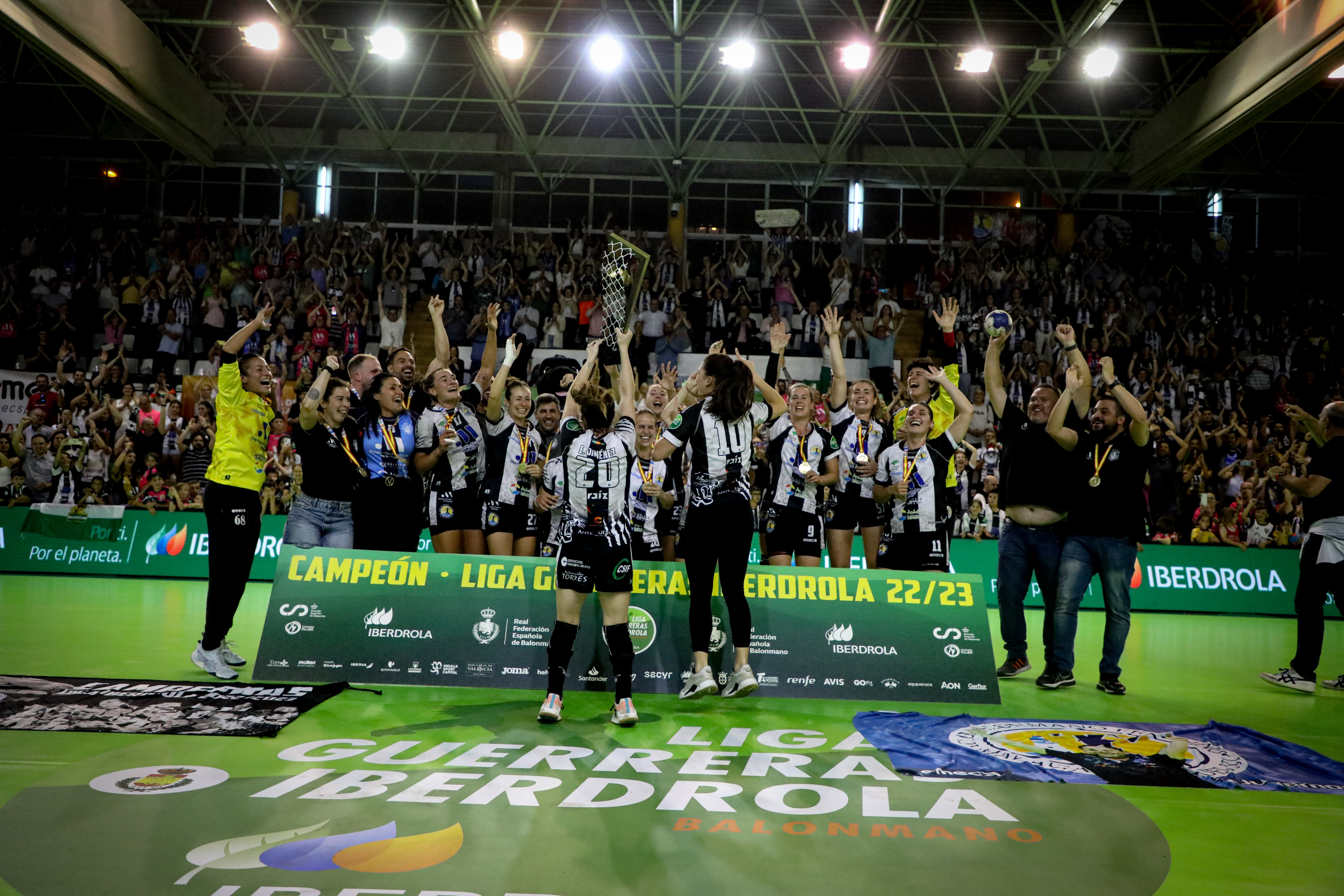
Les joueuses sont Championnes d'Espagne 2023.